# Jutta Gerkan

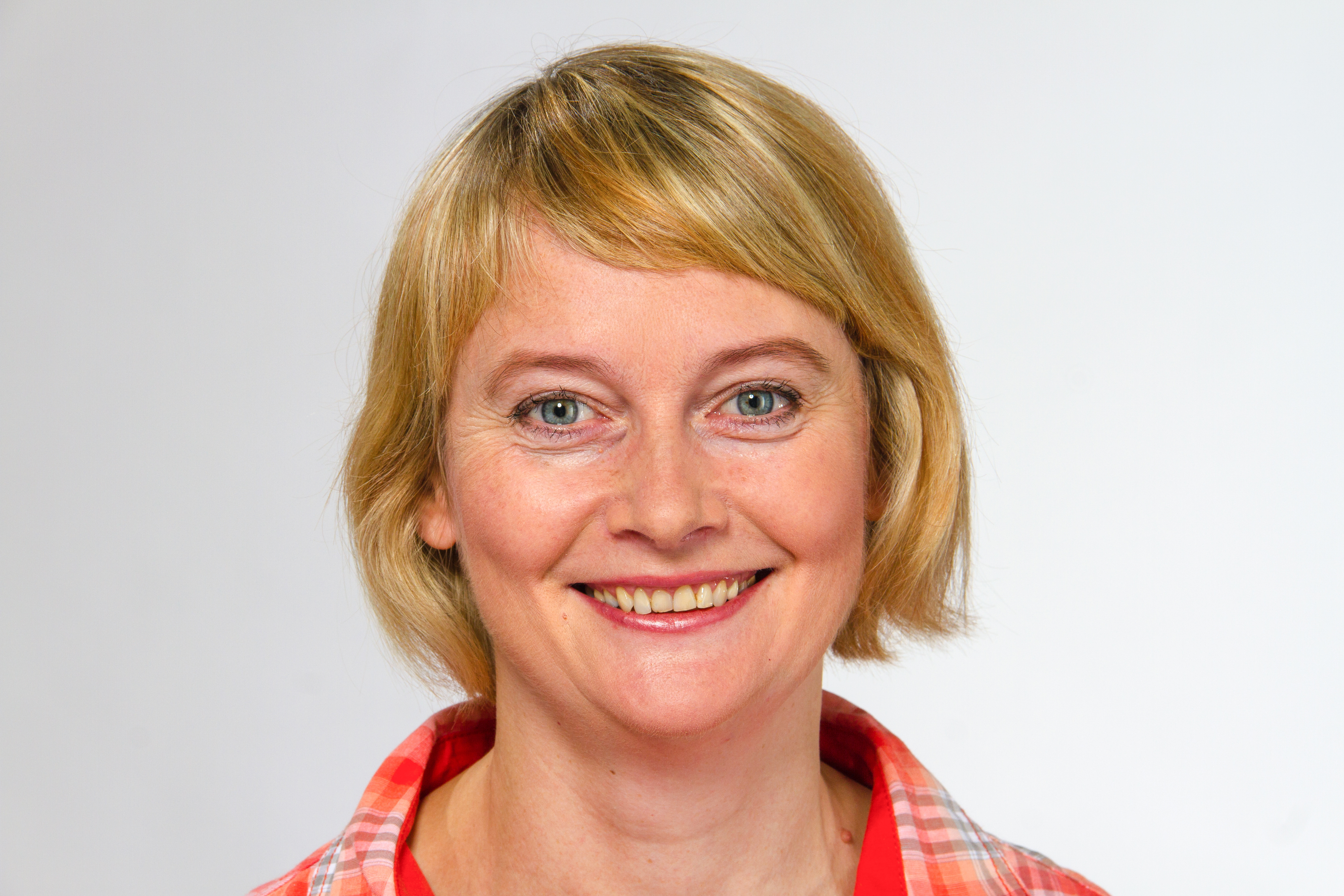
Jutta Gerkan, 2013

Jutta Gerkan (* 23. Juni 1965 in Bremen) ist eine deutsche Politikerin der Grünen. Sie war von 2011 bis 2016 Abgeordnete im Landtag von Mecklenburg-Vorpommern.
Jutta Gerkan studierte Biologie mit dem Abschluss Diplom. Sie arbeitete von 2007 bis 2011 als Mitarbeiterin im Neubrandenburger Wahlkreisbüro des Bundestagsabgeordneten Harald Terpe.
Gerkan gehört der Stadtvertretung von Waren (Müritz) an und war bis 2011 auch Mitglied im Kreistag des Landkreises Müritz. Bei der Landtagswahl in Mecklenburg-Vorpommern 2011 wurde sie über Landeslistenplatz 7 in den Landtag gewählt. Ihr Landtagseinzug war eine Folge der Nachwahl im Landtagswahlkreis Rügen I. Sie gehörte dem Wirtschafts- sowie dem Petitionsausschuss an.